# Aloe ensifolia
Aloe ensifolia é uma espécie de liliopsida do gênero Aloe, pertencente à família Asphodelaceae.